# San Pietro Avellana
San Pietro Avellana là một đô thị ở tỉnh Isernia trong vùng Molise, có cự ly khoảng 50 km về phía tây bắc của Campobasso và khoảng 20 km về phía bắc của Isernia. Tại thời điểm ngày 31 tháng 12 năm 2004, đô thị này có dân số 630 và diện tích là 45.0 km².
Đô thị San Pietro Avellana có các frazione (subdivision) Masserie di Cristo.
San Pietro Avellana giáp các đô thị: Ateleta, Capracotta, Castel del Giudice, Castel di Sangro, Roccaraso, Vastogirardi.